# Agente de rampa

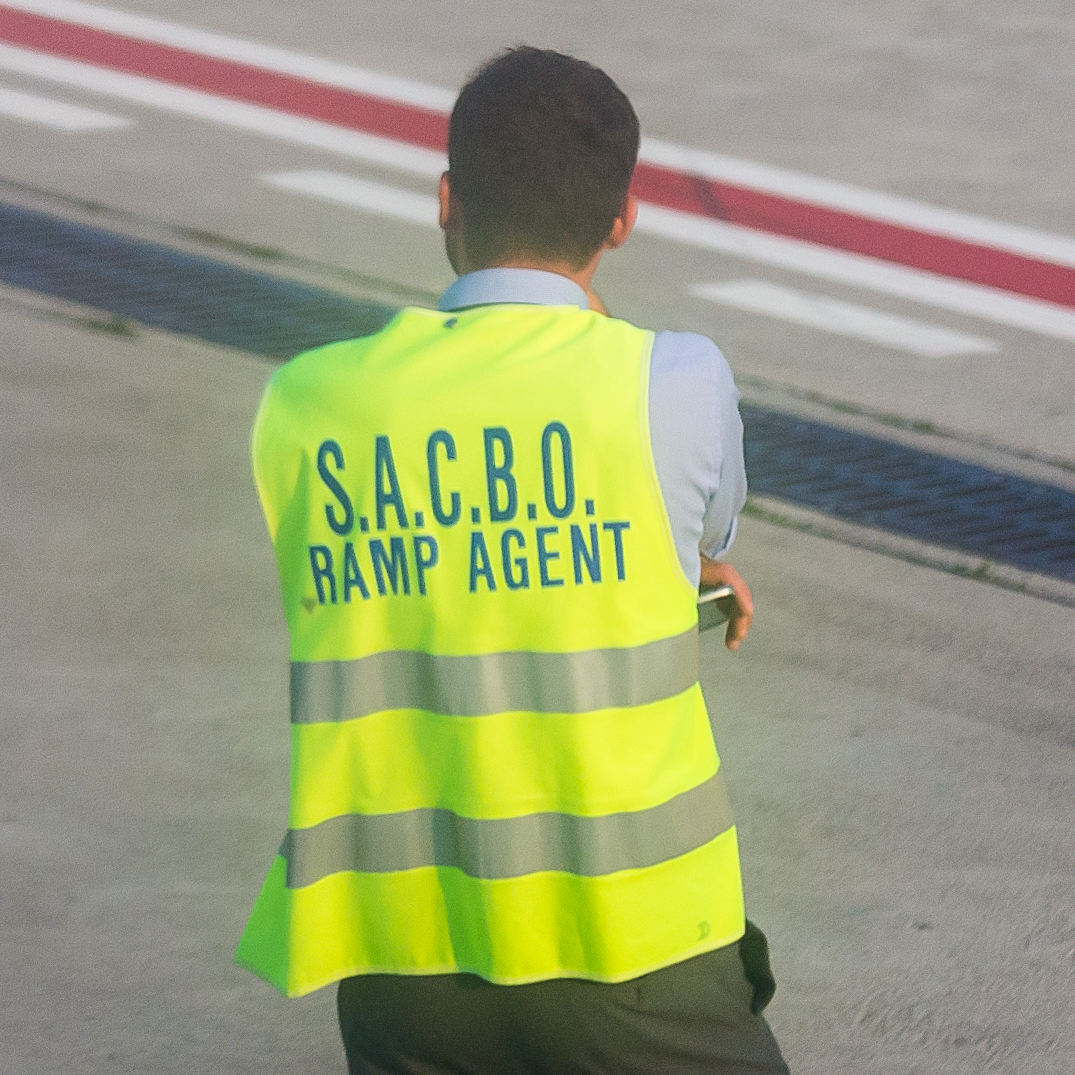
Agente de rampa en el aeropuerto internacional Orio al Serio

Un agente de rampa es el encargado de hacer las operaciones en tierra de un aeropuerto, mayoritariamente en la rampa (nombre típico dado a una zona de aparcamiento de los aviones), normalmente están vestidos con chalecos de alta visibilidad para ser fácilmente localizados por pilotos y otros vehículos aeroportuarios, usualmente utilizan protectores de oídos para evitar el ruido de los motores de las aeronaves. 

## Operaciones en rampa
- Carga de equipaje: Normalmente se utiliza un vehículo especializado para ello, se puede tratar de equipaje suelto o en ULD´s, dependiendo del tamaño y capacidad del avión, esto también incluye a aeronaves de carga.
- Cáterin: Limpieza y re-abastecimiento de los servicios de cáterin, aunque normalmente la compañía de cáterin suele tener sus propios agentes para ejercer esta función.Push-back de un B747, uno de los ejercicios de los agentes de rampa.

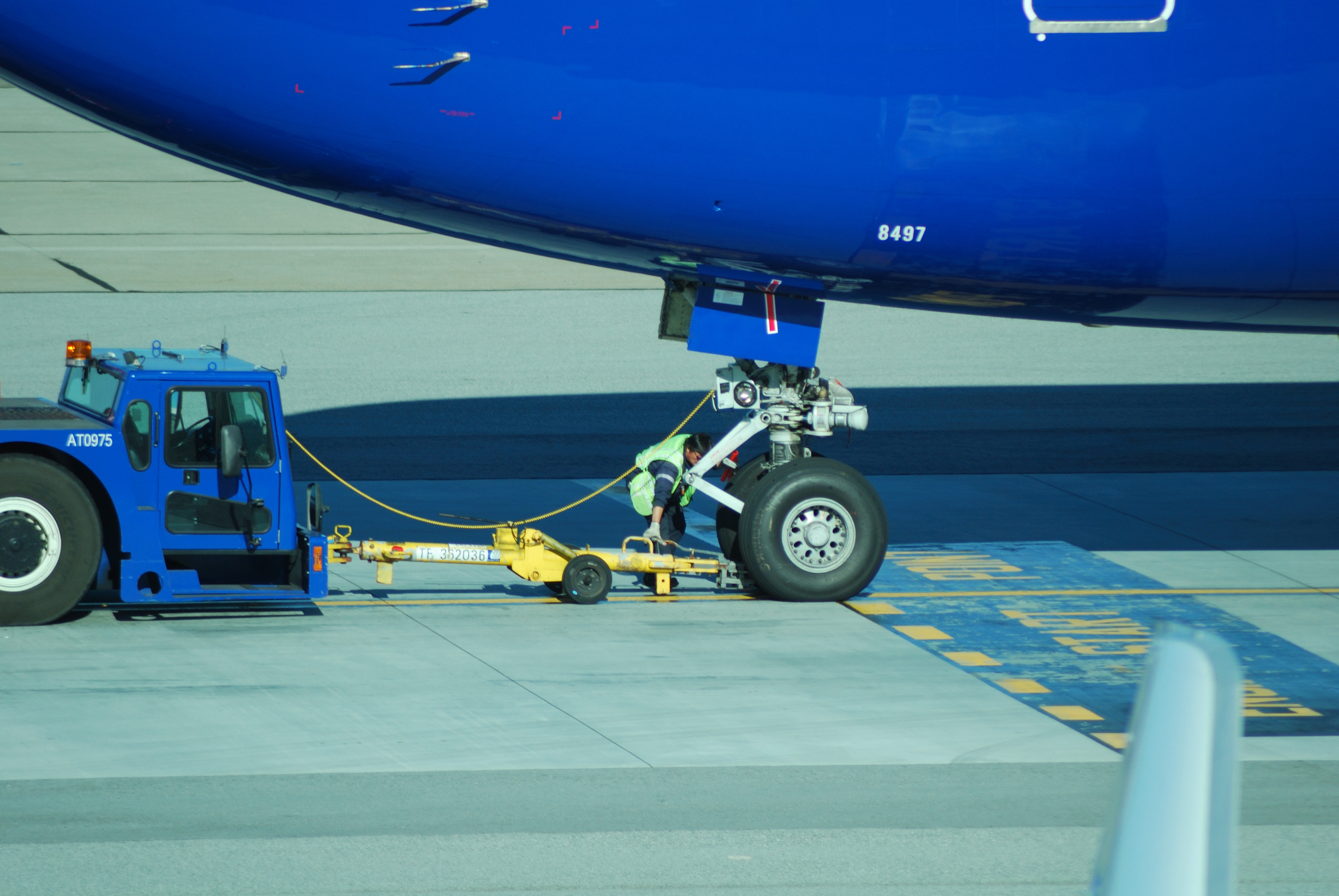
Push-back de un B747, uno de los ejercicios de los agentes de rampa.

- Posicionamiento: Colocación de unidades de alimentación externa (GPU), escaleras, conos, vehículos de carga de equipaje, unidades de ventilación, cuñas y pasarelas.
- Push-back: Remolque a la calle de rodaje con un tractor y la dirección de la misma mediante un cable de comunicación a la cabina, colocación de pins en el tren delantero.
- Guía de aparcamiento: Guía mediante un Marshaller.
- Repostaje de combustible: Abastecimiento de combustible de aviación con un camión cisterna.
- Inspección visual: Inspección de la aeronave, usualmente se hace en conjunto a los pilotos.
- Extracción de hielo de las alas: derretimiento del hielo en alas con camiones diseñados para este propósito, este servicio es proporcionado solo cuando es necesario.
- Tratamiento de desechos: Vaciado del tanque de aguas negras del avión y llenado del depósito de agua limpia para el próximo vuelo.

## Operaciones fuera de la rampa
- Transporte de equipaje: Transporte desde la zona de carga/descarga a la rampa y viceversa.Carros de carga utilizados por aeropuertos

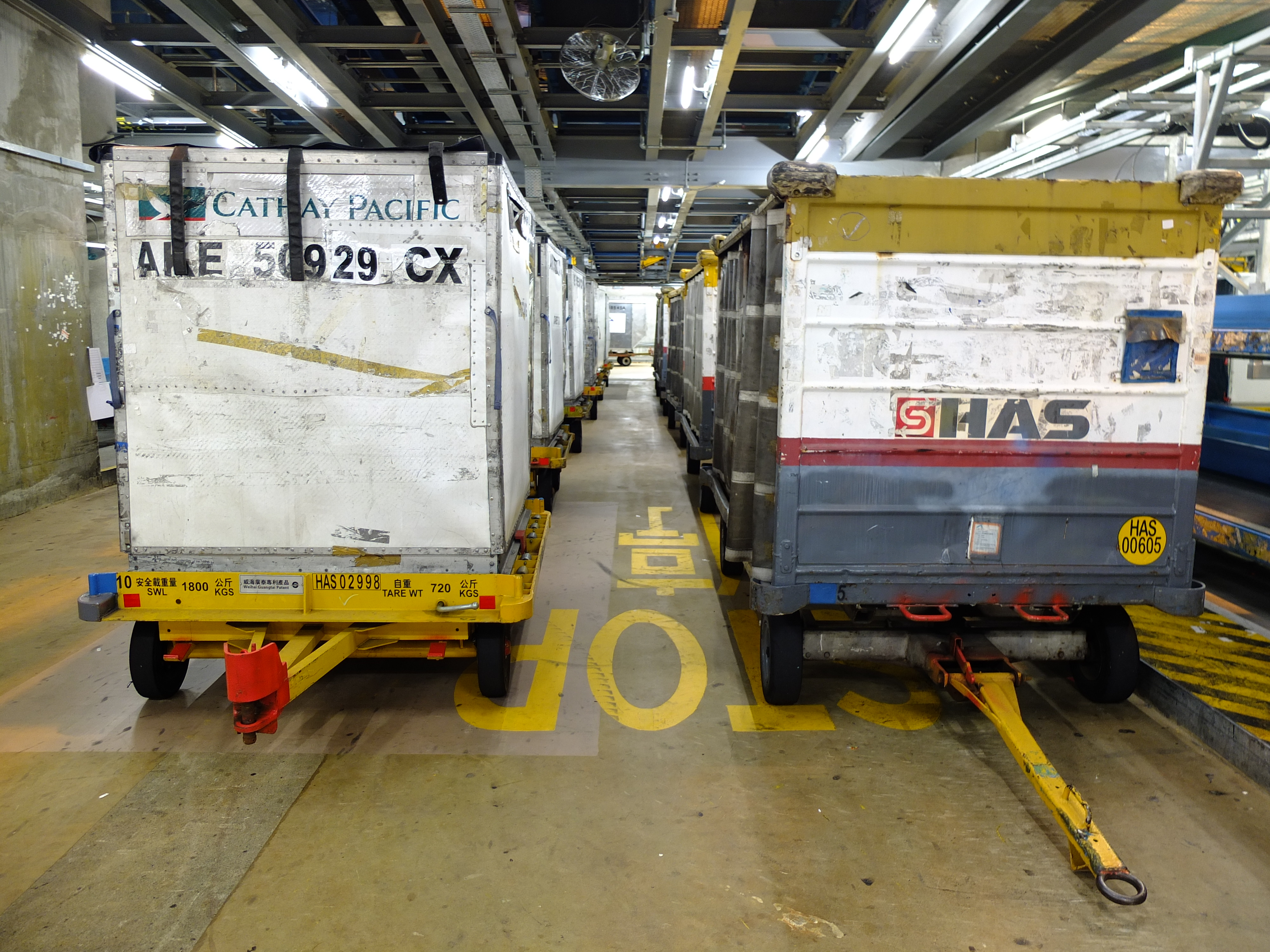
Carros de carga utilizados por aeropuertos

- Remolque de aeronaves: Remolque hacia zonas de mantenimiento, otros aparcamientos u hangares.

## Galería

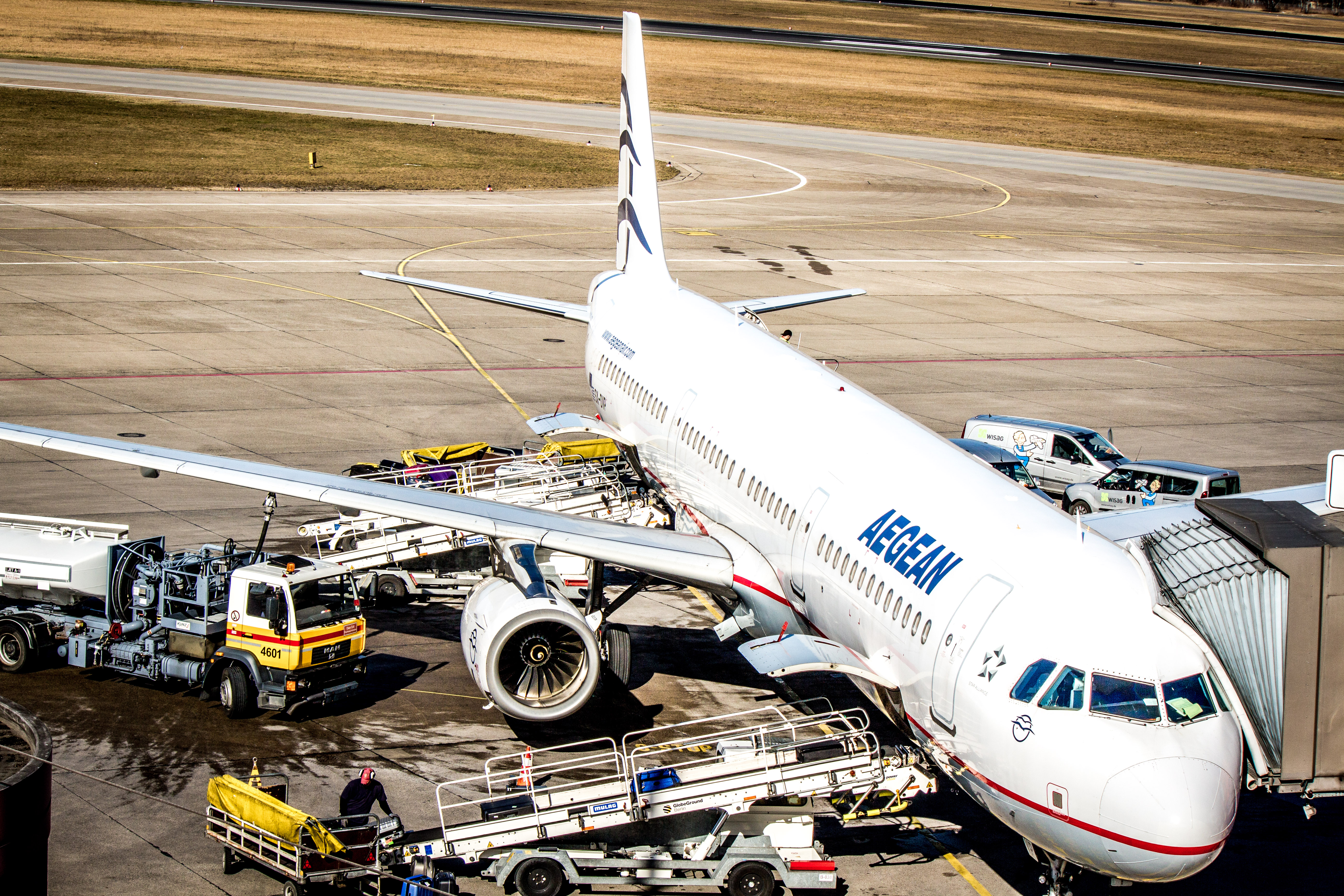
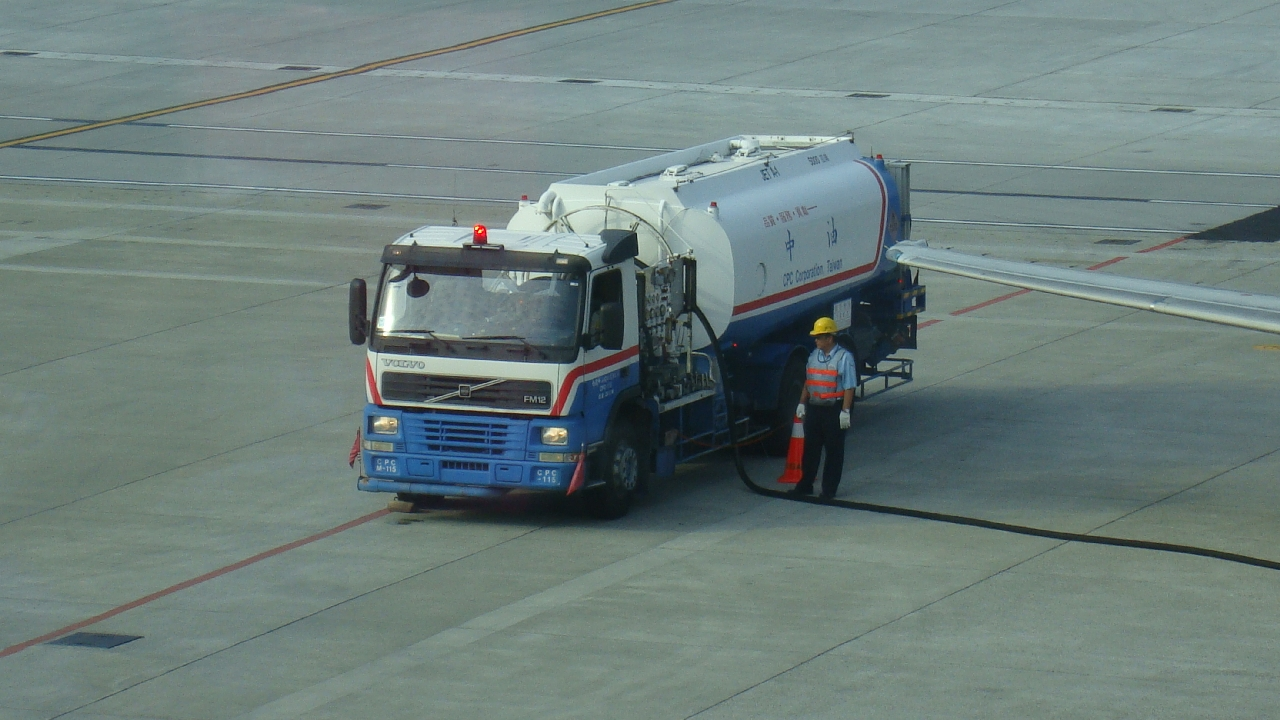
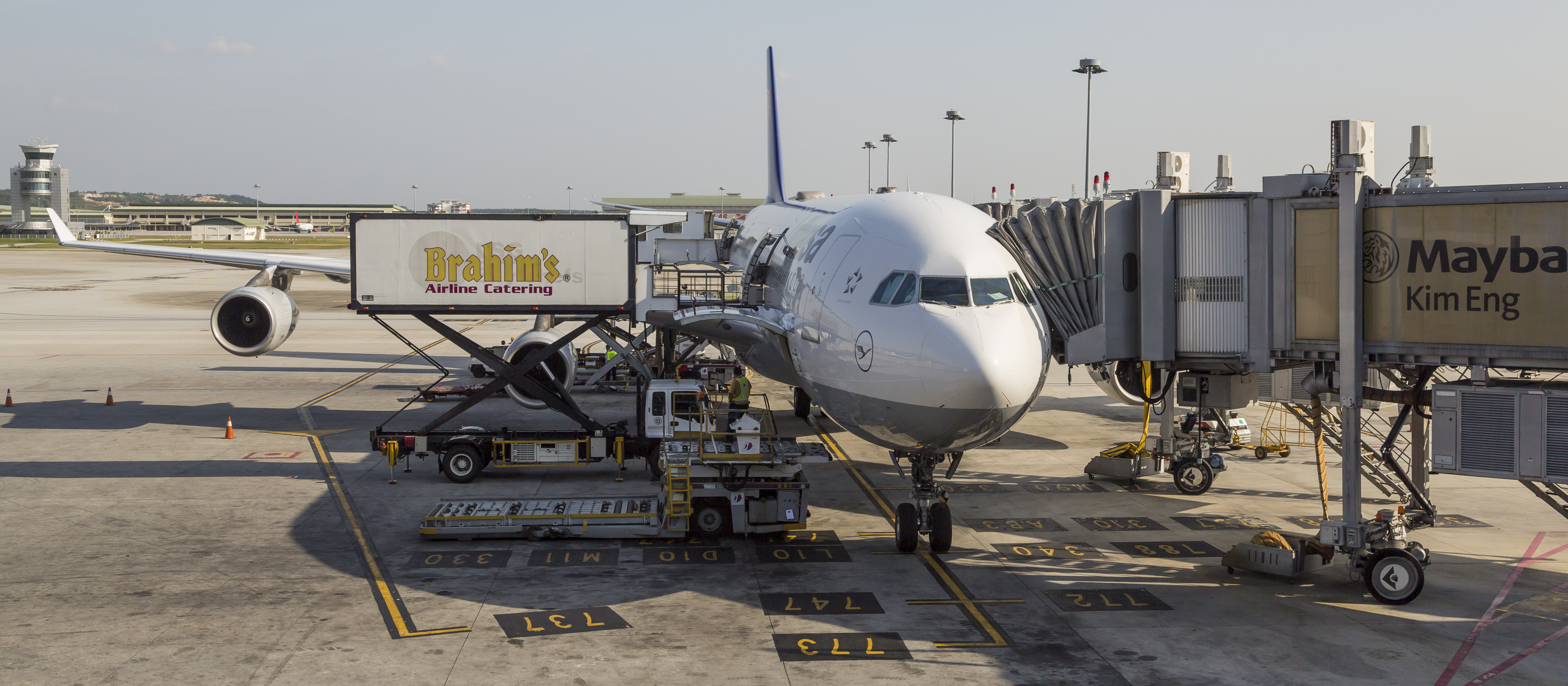
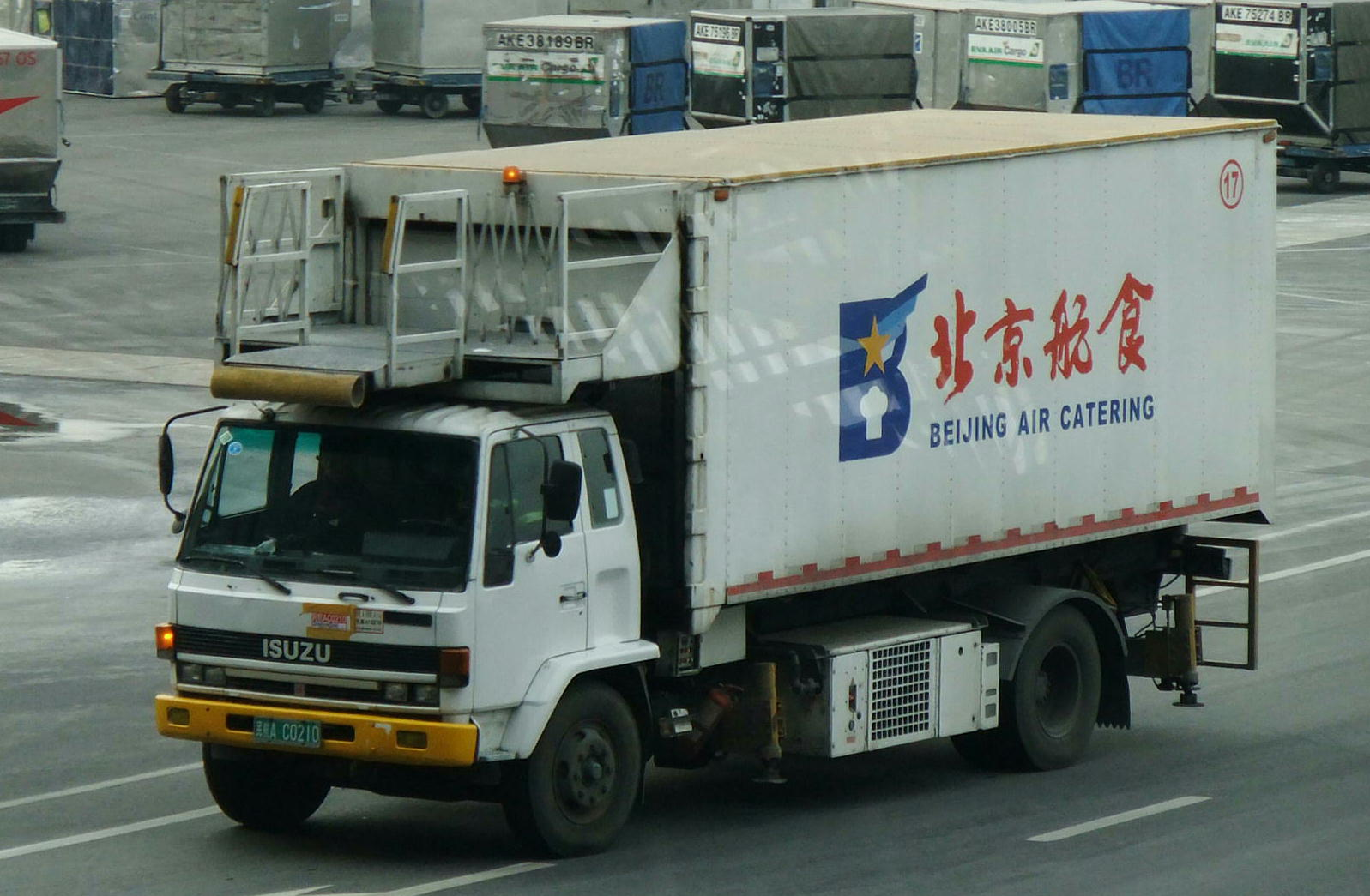
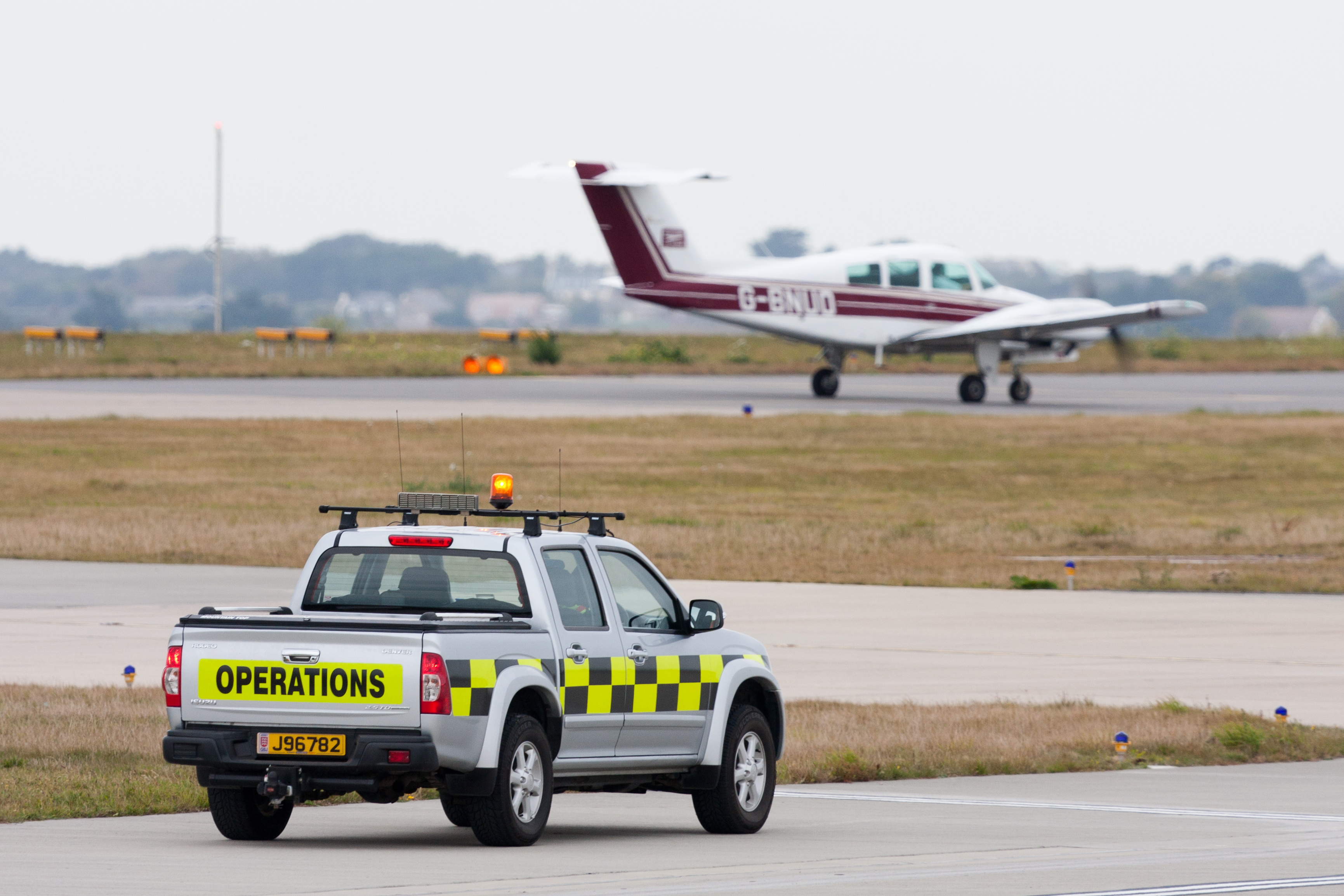
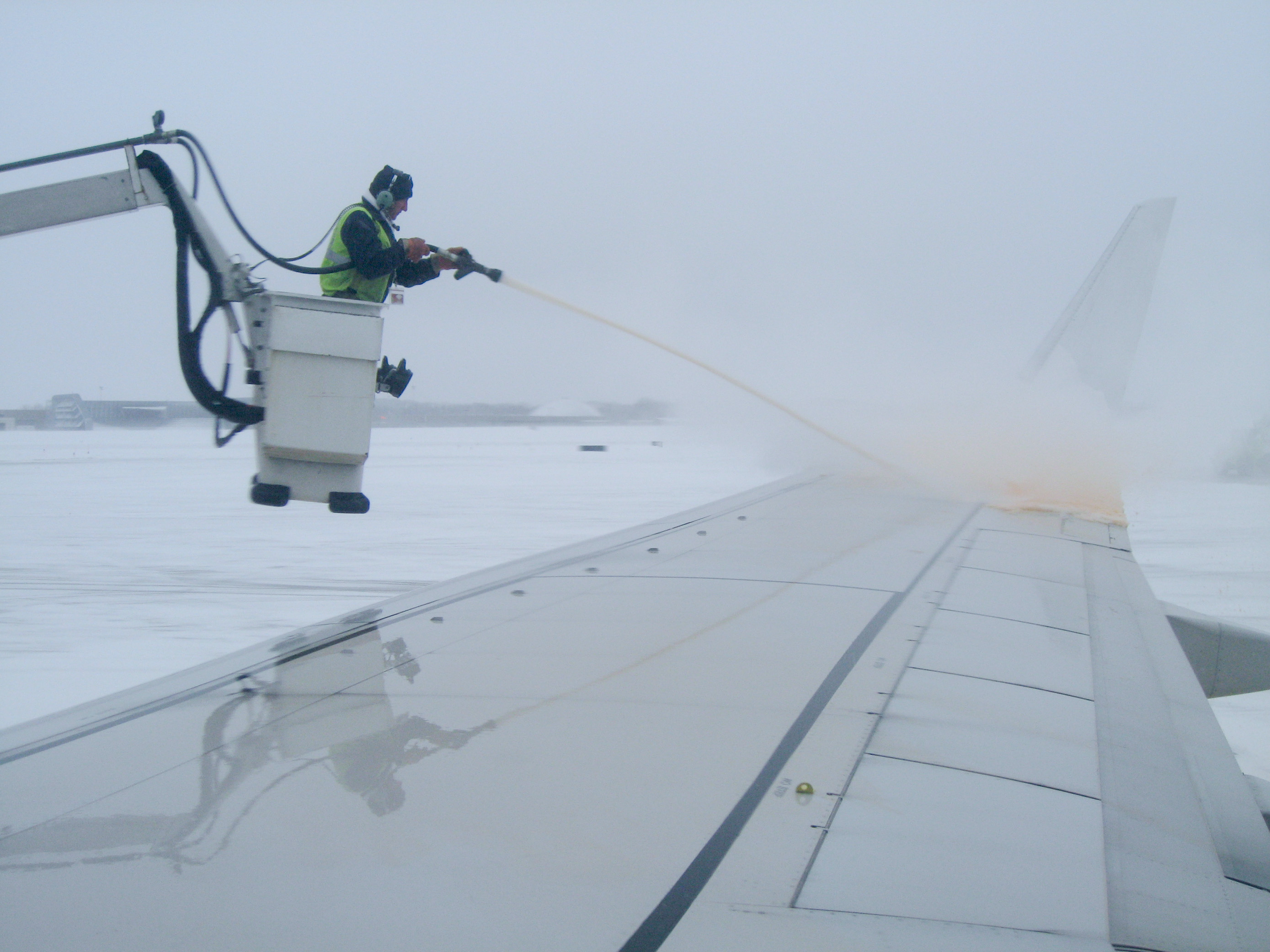
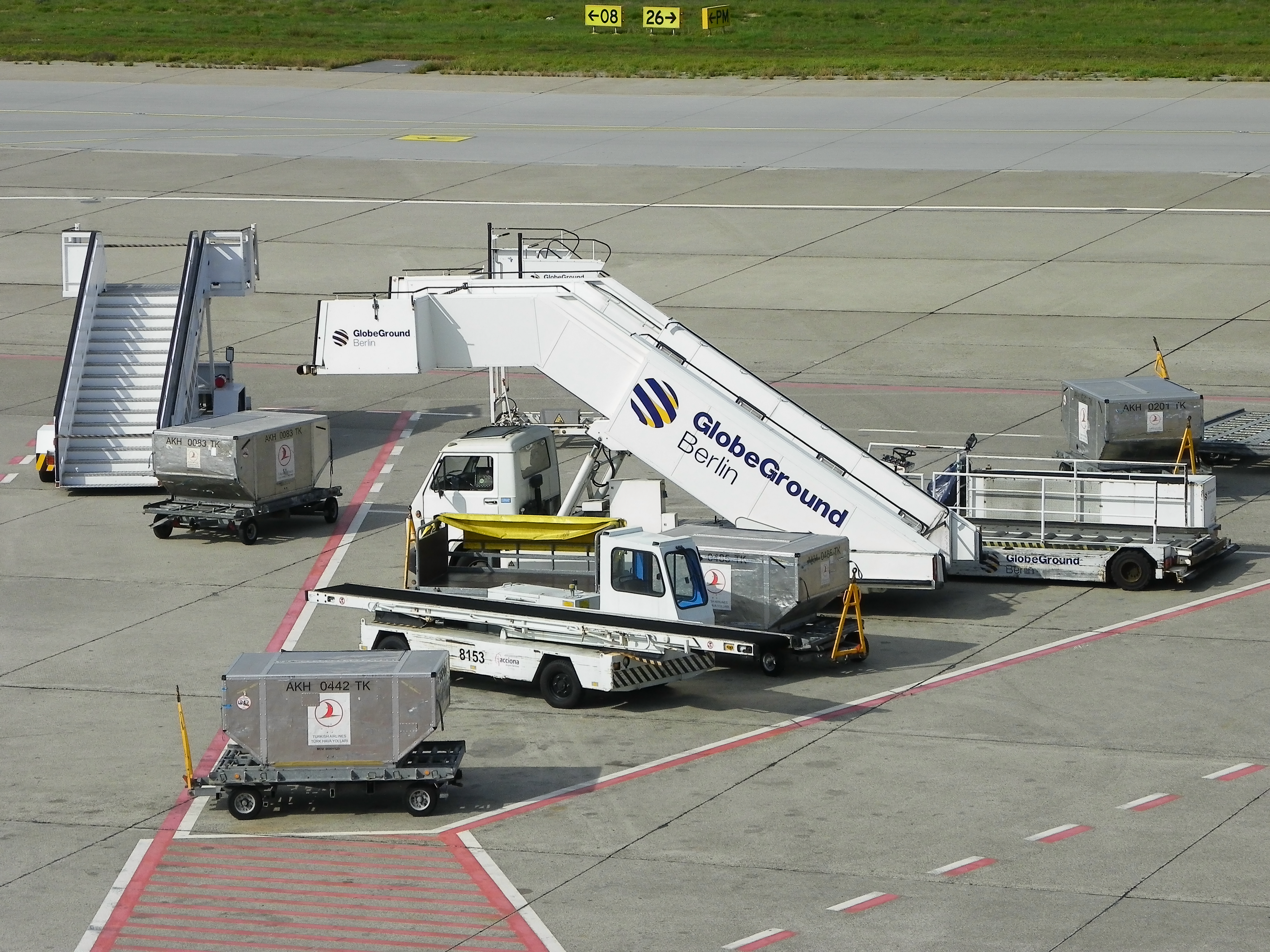
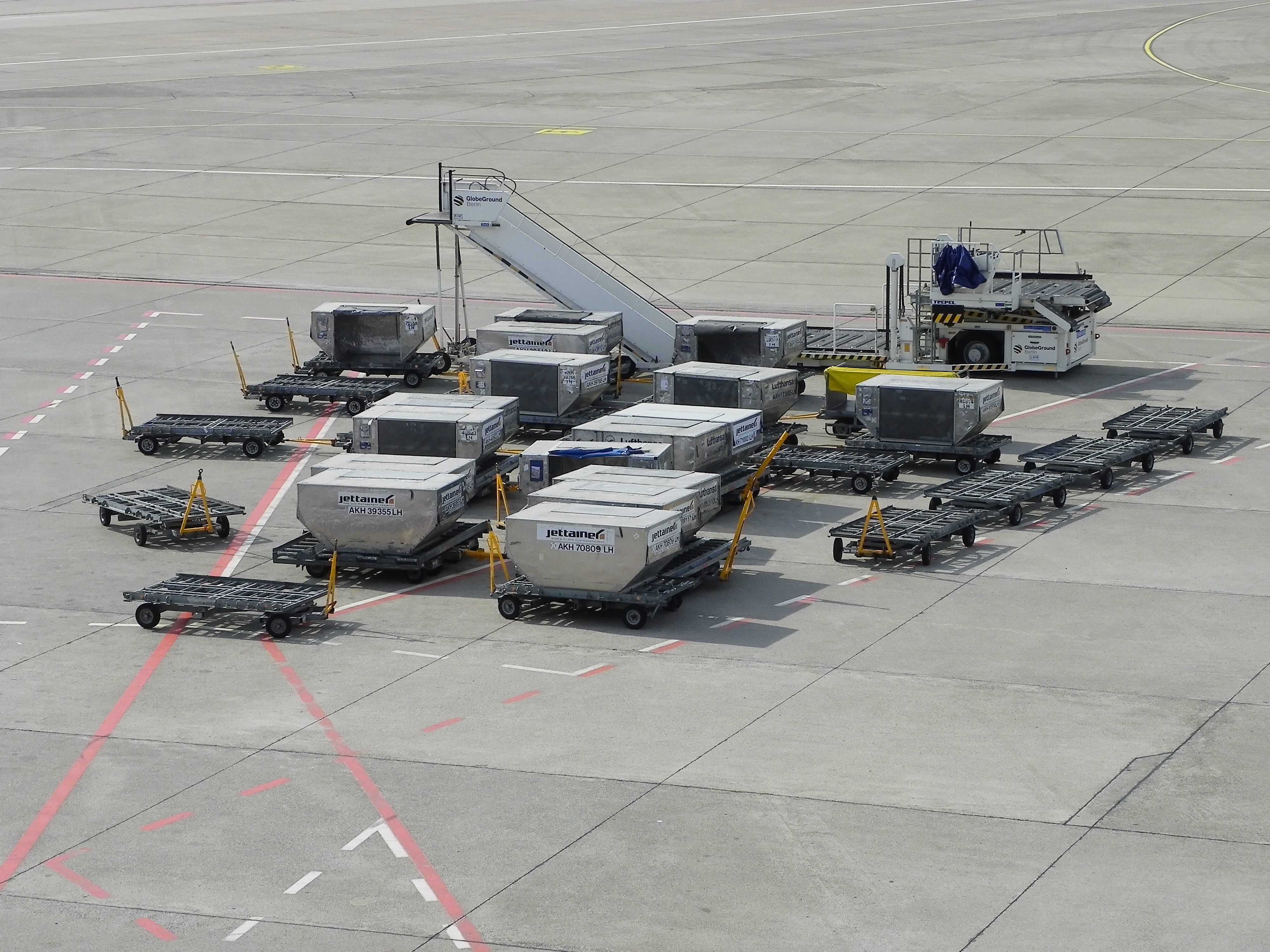
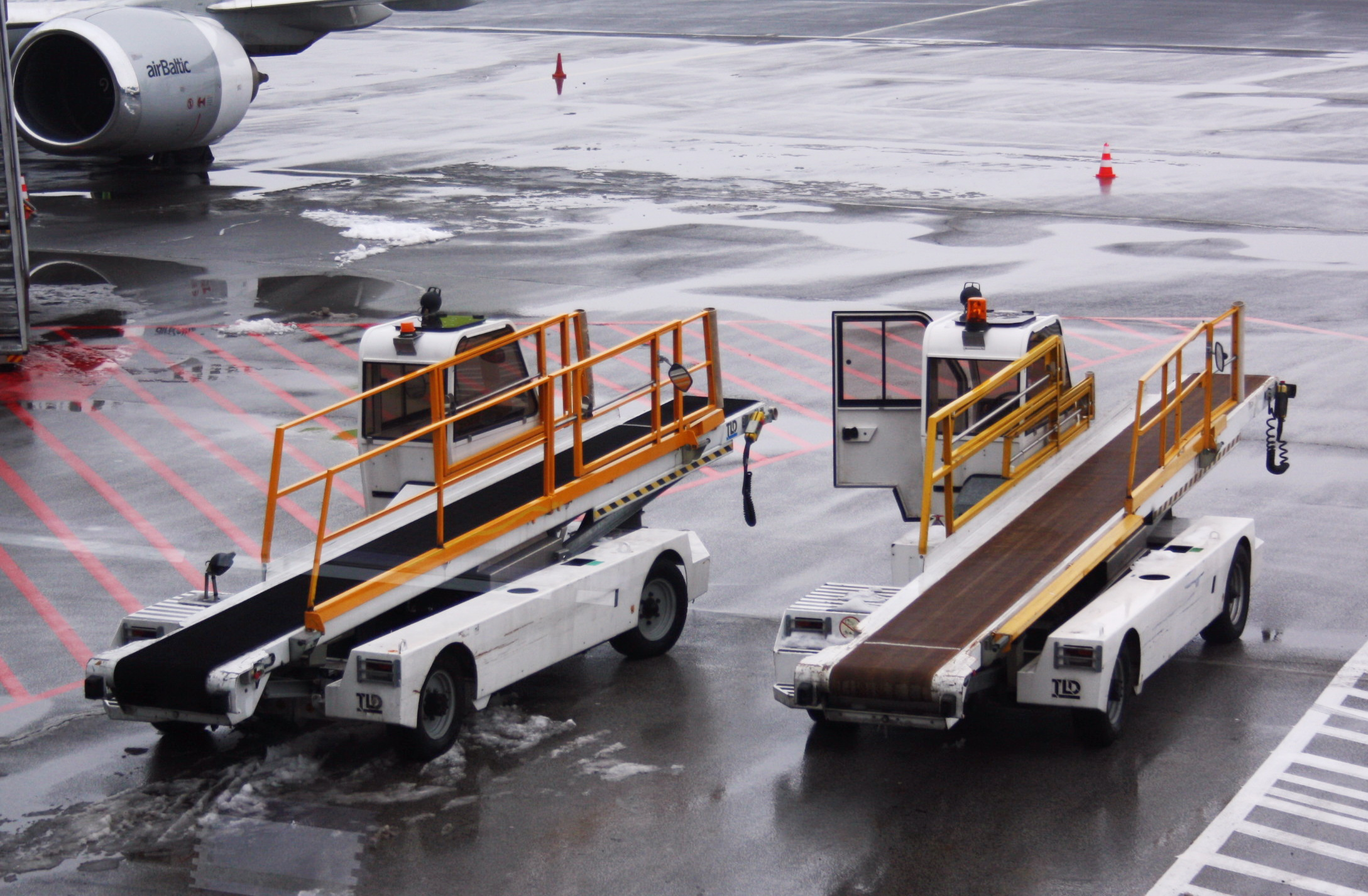
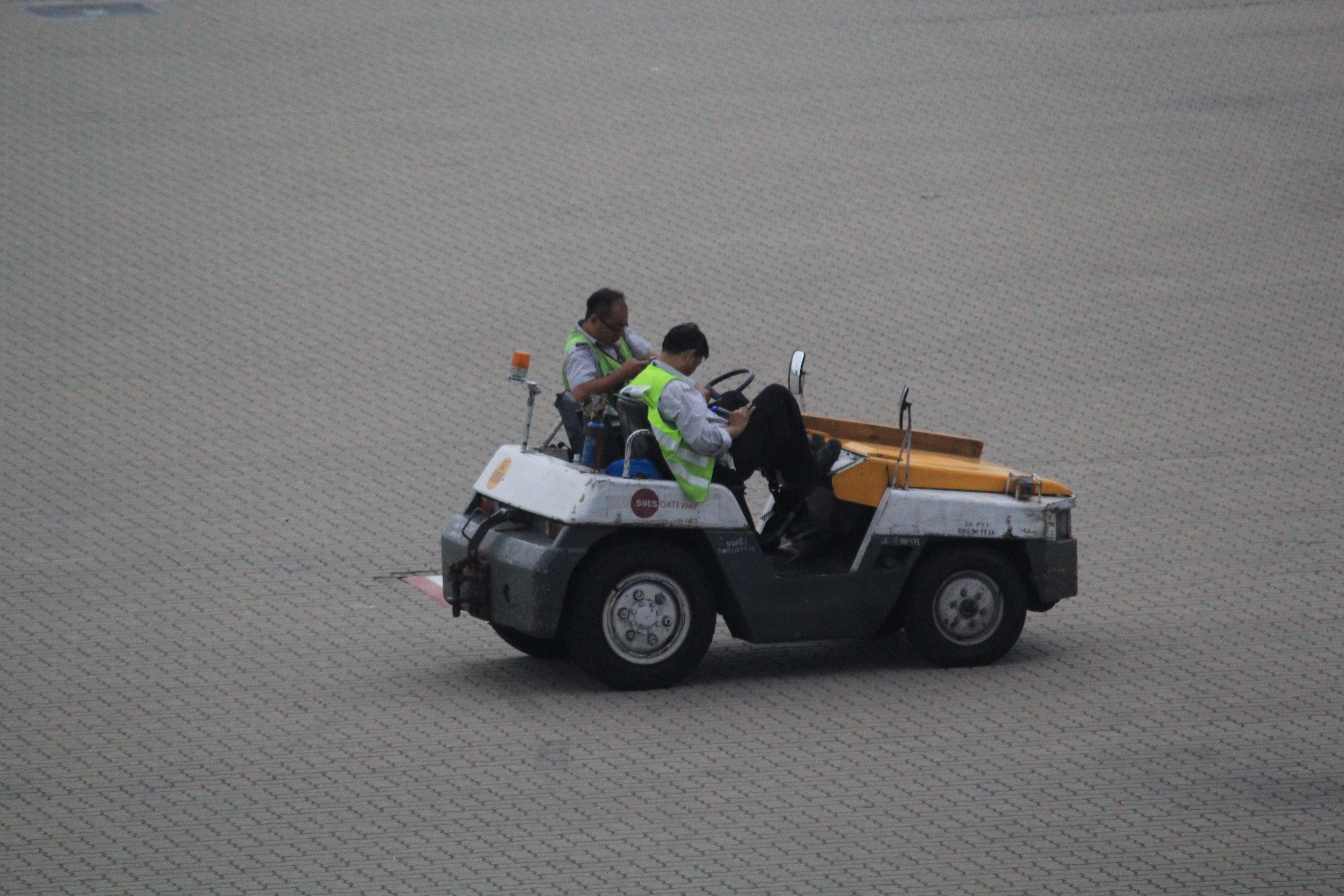
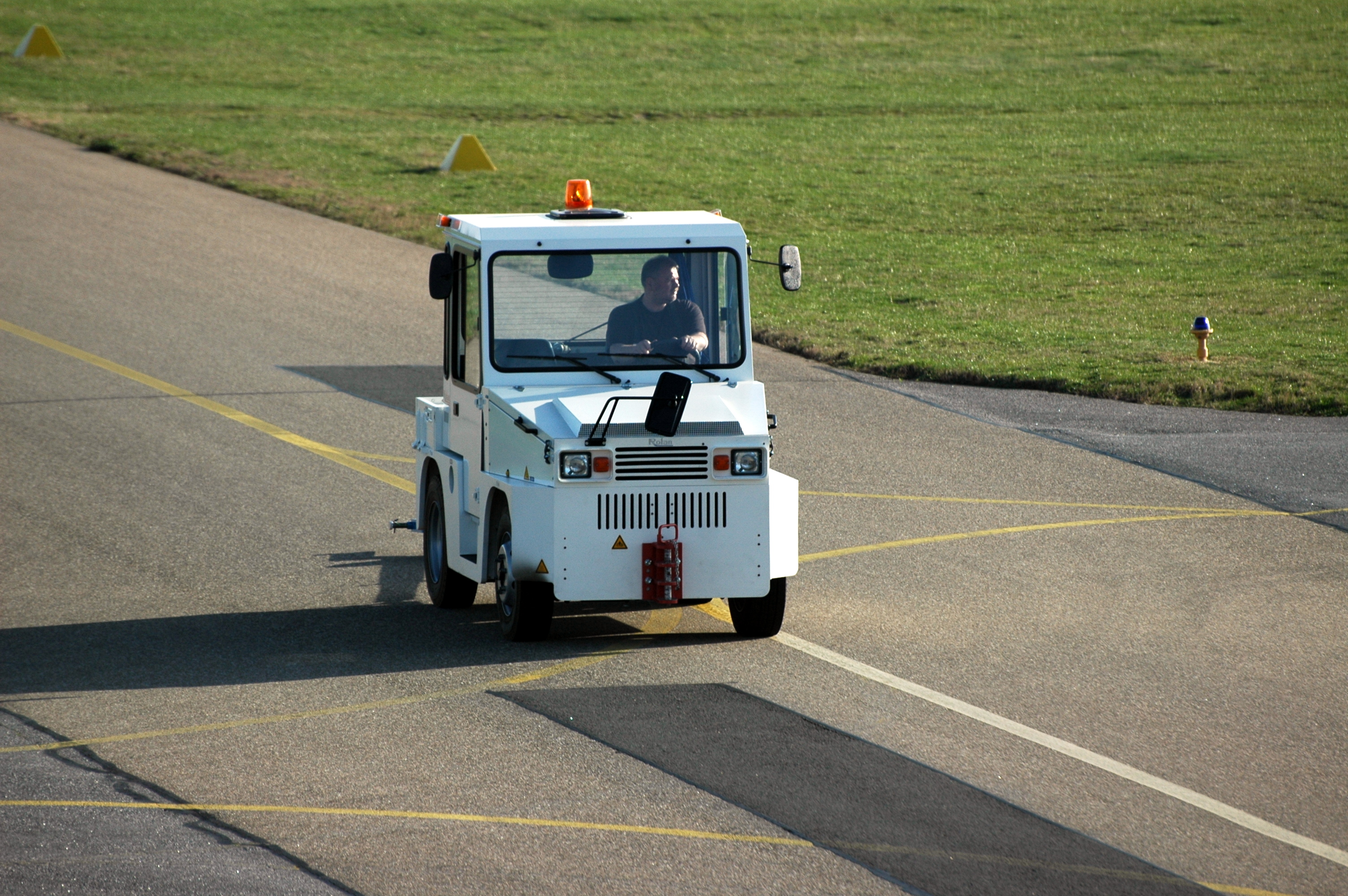
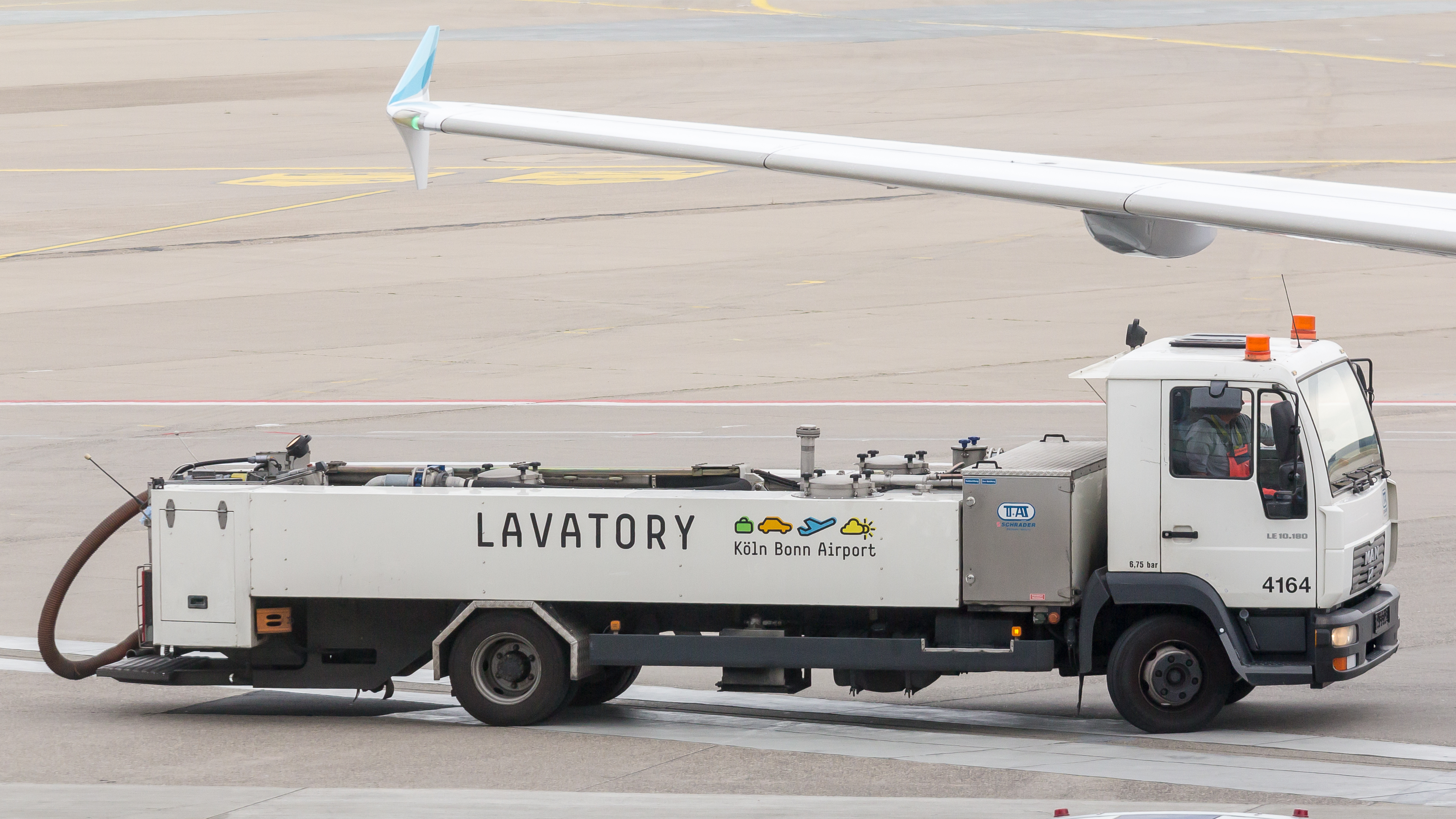
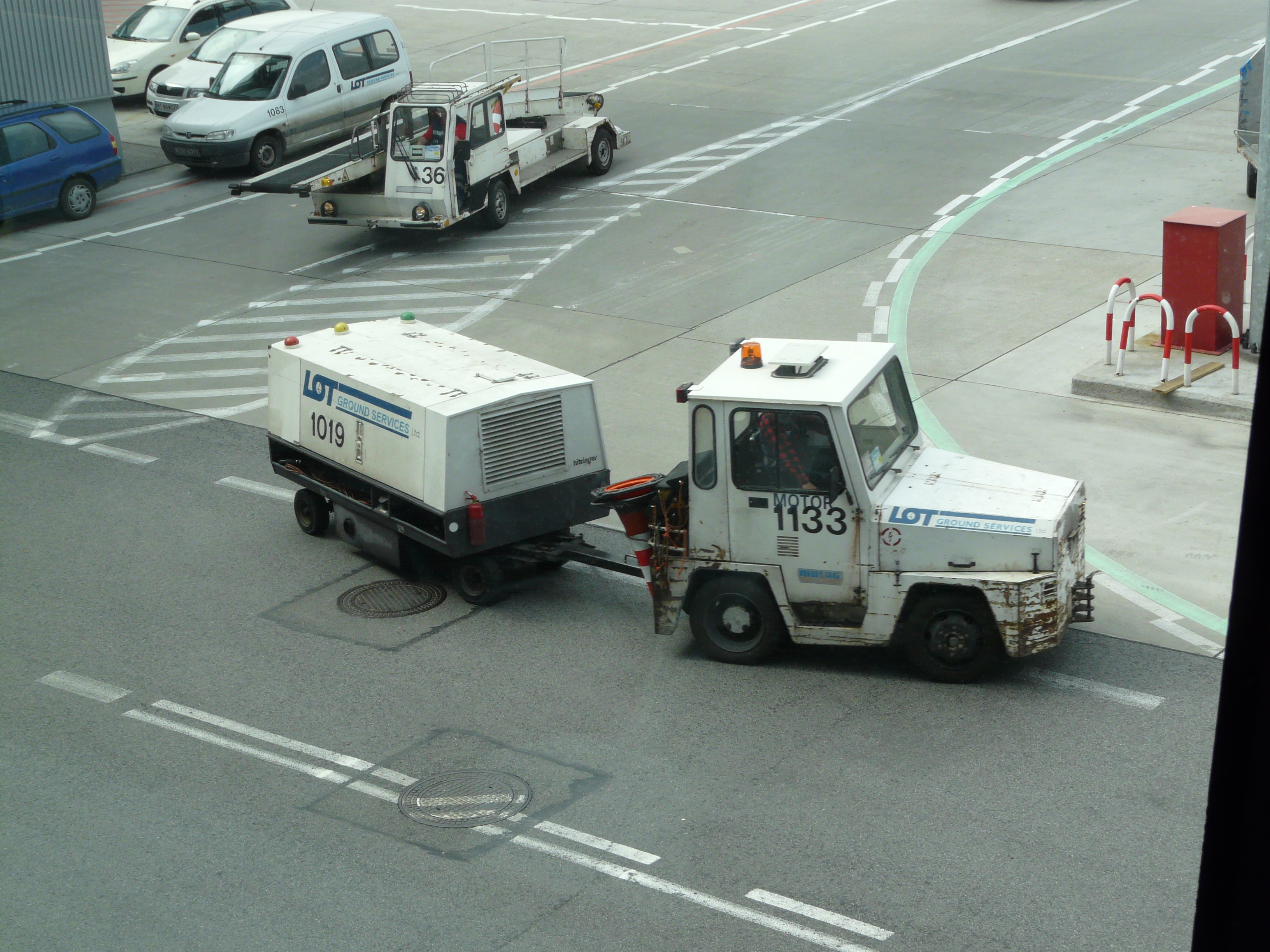
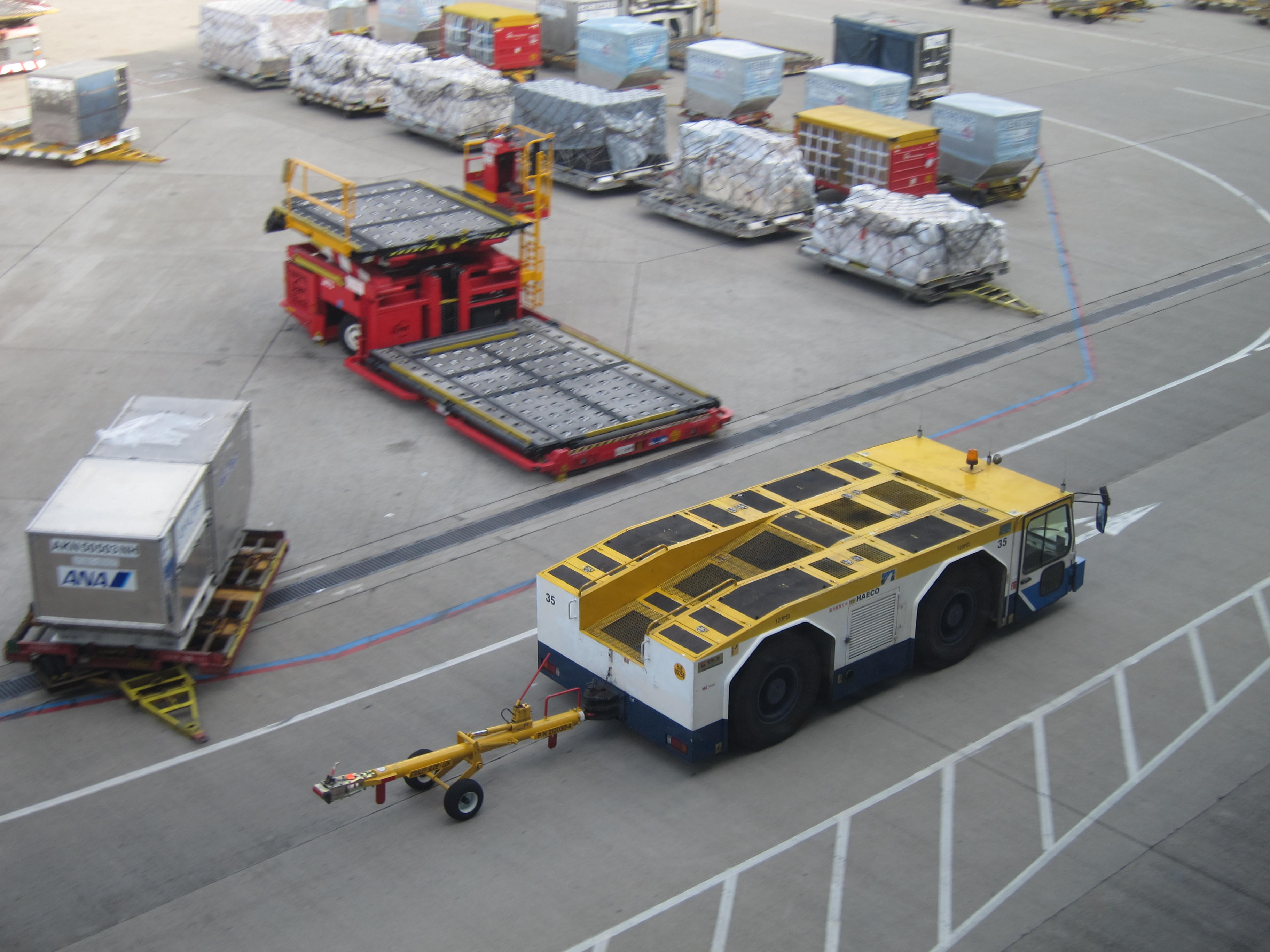

## Marshaller

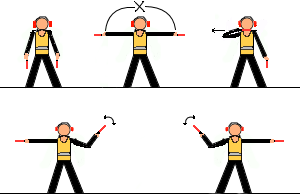
Algunas señales más reconocidas.

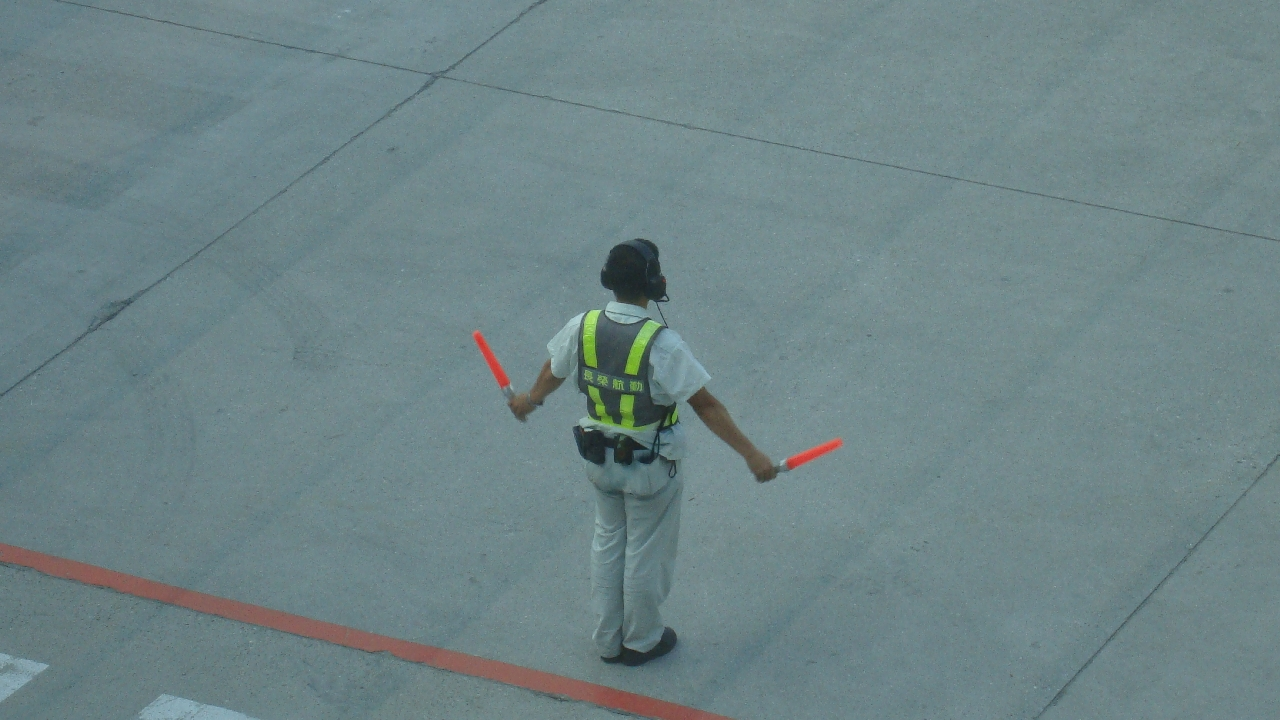
«Marshaller» en rampa

Un Marshaller es un agente de rampa encargado de dirigir la aeronave a su punto de aparcamiento de la manera más exacta posible, utilizando señales, pueden utilizar varas retro-iluminadas (usuales en la noche), paletas o incluso las manos, son famosos en la cultura popular, siendo un icono de los aeropuertos.    